# North Harrow (métro de Londres)
North Harrow est une station de la Metropolitan line, du métro de Londres, en zone 5. Elle est située à Harrow dans le Borough londonien de Harrow.

## Histoire
La station North Harrow est mise en service le 22 mars 1915.

## À proximité
- Harrow